# Rumble fish (canción)
«Rumble fish» es el quinto sencillo de la banda japonesa Do As Infinity de lo que sería su segundo álbum de estudio tras el lanzamiento de BREAK OF DAWN.

## Información
Originalmente el sencillo iba a ser "SUMMER DAYS", uno de los primeros temas de la banda completamente en inglés, pero finalmente fue cambiado por "rumble fish" por razones que se desconocen. 
La sesión fotográfica para este sencillo tuvo lugar en Taiwán, contrariamente a lo que se creyó por años de que había sido tomada en Japón. Estos dos puntos mencionados antes recién fueron dados a conocer tras la separación del grupo dentro del libreto del CD de grandes éxitos de Do As Infinity lanzado en septiembre del 2005.

## Canciones
1. «rumble fish»
2. «My wish-My life»
3. «SUMMER DAYS»
4. «rumble fish» (Instrumental)
5. «My wish-My life» (Instrumental)
6. «SUMMER DAYS» (Instrumental)
7. «Welcome!» (Dub’s Re-fresh Mix)

- Datos: Q1323596